# Grabie Dolne
Grabie Dolne – część wsi Żerniki Górne w Polsce, położona w województwie świętokrzyskim, w powiecie buskim, w gminie Busko-Zdrój.
W latach 1975–1998 Grabie Dolne administracyjnie należały do województwa kieleckiego.